# Gloucester
Gloucester ([ˈglɒstɚ]) este un oraș și un district ne-metropolitan situat în Regatul Unit, reședința comitatului Gloucestershire, regiunea South West, Anglia. Zona urbană a orașului are o populație de 136.203 locuitori, din care 123.205 locuiesc în orașul propriu zis Gloucester.